# Franck Cammas
Franck Cammas (Aix-en-Provence, 1972) é um velejador francês.
Personagem de grande cultura, com o curso de matemática e frequência do conservatório de música, decide volta-se para a vela e ganha em 1994 o Challenge Espoir Crédit Agricole. Com 24 anos ganha a Solitaire du Figaro 